# Caloptilia agrifoliella
Caloptilia agrifoliella är en fjärilsart som beskrevs av Paul A. Opler 1971. Caloptilia agrifoliella ingår i släktet Caloptilia och familjen styltmalar. Inga underarter finns listade i Catalogue of Life.